# God’s Favorite Customer
God’s Favorite Customer (или Mr Tillman’s Wild Ride) — четвёртый студийный альбом американского фолк-музыканта Джоша Тиллмана под сценическим псевдонимом Father John Misty. Он был выпущен 1 июня 2018 года на лейблах Sub Pop и Bella Union. Это четвёртый студийный альбом Тиллмана после его ухода из Fleet Foxes. Альбом был спродюсирован в основном самим Тиллманом и Джонатаном Радо, а также различными соавторами, включая предыдущих инженеров Тревора Спенсера и Дэйва Черминару, с дальнейшим продюсерским вкладом давнего продюсера Тиллмана Джонатана Уилсона. В нем также участвуют различные музыкальные соавторы, включая The Haxan Cloak, Марка Ронсона, Уайз Блад и членов гастрольной группы Тиллмана.

## История
23 июля 2017 года во время австралийского концерта в поддержку своего предыдущего альбома Pure Comedy Тиллман объявил, что скоро начнёт микшировать свой следующий альбом, который он в шутку назвал Pure Comedy 2. В интервью NME Тиллман рассказал, что альбом в основном писался в туалете и был «практически готов», за исключением партии синтезаторного баса в одной из песен. Он объявил, что альбом будет спродюсирован самостоятельно и не будет следовать единой концепции, как его предыдущие альбомы, которые он назвал «претенциозными». Он также сообщил, что в альбом войдут десять треков с «энергичным» темпом.
16 ноября Тиллман представил возможные названия песен с альбома, включая «Ouch, I’m Drowning», «Dum Dum Blues», «Mr Tillman, Please Exit The Lobby» и «Well, We’re Only People And There’s Nothing Much We Can Do About It», сообщив, что «большая часть этого следующего альбома была написана за шесть недель, когда я был как бы на грани», живя в отеле в течение двух месяцев. Он отметил, что альбом посвящён «злоключениям», и резюмировал его как «альбом душевной боли», вдохновлённый событием, в результате которого его «жизнь взорвалась».

## Отзывы
| Совокупная оценка    | Совокупная оценка |
| Источник             | Оценка            |
| -------------------- | ----------------- |
| AnyDecentMusic?      | 7.8/10            |
| Metacritic           | 83/100            |
| Оценки критиков      |                   |
| Источник             | Оценка            |
| AllMusic             | [ 14 ]            |
| The A.V. Club        | B+                |
| Entertainment Weekly | A−                |
| The Guardian         | [ 17 ]            |
| The Independent      | [ 18 ]            |
| Mojo                 | [ 19 ]            |
| NME                  | [ 2 ]             |
| Pitchfork            | 8.5/10            |
| Q                    | [ 20 ]            |
| Rolling Stone        | [ 5 ]             |

Альбом получил положительные отзывы музыкальных критиков и интернет-изданий. Согласно агрегатору рецензий Metacritic, God’s Favorite Customer получил «всеобщее признание» на основе средневзвешенного балла 83 из 100 от 29 критиков.
Рецензируя альбом для AllMusic, Стивен Томас Эрлевайн заявил: «По сравнению с Pure Comedy… God’s Favorite Customer кажется лёгким и непринуждённым. Это, конечно, намеренно. Father John Misty никогда не делает необдуманных ходов, а God’s Favorite Customer призван стать дижестивом после пиршества из нескольких блюд: очистителем палитры, риффующим ароматы, остающиеся на языке». В журнале The A.V. Club Мэтт Уильямс написал, что «интимность и честность альбома приводит к тому, что Тиллман пишет одни из самых потрясающих песен». Аналогично Робин Мюррей написал для NME, что «оставаясь скрытным, этот молчаливый новый аспект Father John Misty может быть его самым искренним и самым глубоким». Джереми Д. Ларсон из Pitchfork отметил, что альбом «демонстрирует новое чувство сопереживания и уязвимости, не теряя при этом остроумия». Дэвид Фрик, написавший для Rolling Stone, сравнил альбом с работами Джона Леннона 1970-х годов, заключив, что «Что поднимает God’s Favorite Customer за пределы почтения, так это режущая, свободно-ассоциативная откровенность Тиллмана, когда он исследует цену здравомыслия и постоянства в своём ремесле и гастрольной жизни». Лия Гринблатт из Entertainment Weekly считает, что в свои лучшие моменты альбом показывает Тиллмана «мастером классической мелодии, даже если источник мета, и чем-то вроде настоящего поэта, когда он хочет им быть».
В журнале Consequence of Sound Стивен Эдельстоун написал, что God’s Favorite Customer — это «самая лаконичная работа Тиллмана, который редко отступает от общего повествования альбома», и что «его самые жестоко честные тексты являются его самыми глубокими», но раскритиковал уменьшение присутствия «фирменного чувства юмора» Тиллмана, которое ранее «выделяло его из остальной стаи певцов-песенников». В менее позитивной рецензии для Spin Джошуа Копперман заявил, что «альбом сияет, когда возвращается юмор», но заключил, что «мы застряли с пластинкой, которая как намеренно, так и ненамеренно разочаровывает», написав, что Тиллман «не приходит к большему выводу, чем „We’re Only People“», критикуя заключительную песню альбома.

## Список композиций
Слова и музыка всех песен — Джош Тиллман.
| №                   | Название                                                            | Продюсеры                                                | Длительность |
| ------------------- | ------------------------------------------------------------------- | -------------------------------------------------------- | ------------ |
| 1.                  | «Hangout at the Gallows» (или "You've the Answer")                  | Tillman Jonathan Rado Dave Cerminara Jonathan Wilson [a] | 4:55         |
| 2.                  | «Mr. Tillman» (или "Bowery")                                        | Tillman Rado                                             | 3:03         |
| 3.                  | «Just Dumb Enough to Try»                                           | Tillman Cerminara                                        | 4:02         |
| 4.                  | «Date Night»                                                        | Tillman Rado                                             | 2:30         |
| 5.                  | «Please Don't Die»                                                  | Tillman Rado                                             | 3:24         |
| 6.                  | «The Palace» (или "I Love You But No, You're Not")                  | Tillman Trevor Spencer                                   | 4:09         |
| 7.                  | «Disappointing Diamonds Are the Rarest of Them All»                 | Tillman Cerminara                                        | 2:23         |
| 8.                  | «God's Favorite Customer»                                           | Tillman Rado Wilson [a]                                  | 5:21         |
| 9.                  | «The Songwriter»                                                    | Tillman Spencer                                          | 3:45         |
| 10.                 | «We're Only People (And There's Not Much Anyone Can Do About That)» | Tillman Rado                                             | 5:02         |
| Общая длительность: | Общая длительность:                                                 | Общая длительность:                                      | 38:34        |

Заменчание
- ↑  обозначен с уточнением «very special thanks».

## Позиции в чартах
| Чарт (2018)                              | Высшая позиция |
| ---------------------------------------- | -------------- |
| Австралия (ARIA)                         | 9              |
| Австрия (Ö3 Austria)                     | 70             |
| Бельгия/Фландрия (Ultratop)              | 32             |
| Бельгия/Валлония (Ultratop)              | 132            |
| Канада (Canadian Albums Chart)           | 66             |
| Дания (Hitlisten)                        | 25             |
| Нидерланды (Album Top 100)               | 34             |
| Германия (Offizielle Top 100)            | 49             |
| Ирландия (IRMA)                          | 11             |
| Новая Зеландия (Heatseeker Albums, RMNZ) | 2              |
| Норвегия (VG-lista)                      | 29             |
| Шотландия (Scottish Albums Chart)        | 8              |
| Испания (PROMUSICAE)                     | 26             |
| Швеция (Sverigetopplistan)               | 32             |
| Швейцария (Schweizer Hitparade)          | 55             |
| Великобритания (UK Albums Chart)         | 12             |
| США (Billboard 200)                      | 18             |
| США (Billboard Top Alternative Albums)   | 1              |
| США (Billboard Folk Albums)              | 1              |
| США (Billboard Top Rock Albums)          | 2              |